# Beggars of Life
Beggars of Life is een Amerikaanse dramafilm uit 1928 onder regie van William A. Wellman. Destijds werd de film in Nederland uitgebracht onder de titel Zwervers.

## Verhaal
Nancy vermoordt haar stiefvader, wanneer hij haar tracht te verkrachten. Een landloper helpt haar te vluchten naar Canada. Ze verkleedt zich als een man, steelt een wagen en sluit zich aan bij een groep zwervers om te ontsnappen aan de politie.

## Rolverdeling
| Acteur            | Personage          |
| ----------------- | ------------------ |
| Wallace Beery     | Oklahoma Red       |
| Louise Brooks     | Nancy              |
| Richard Arlen     | Jim                |
| Blue Washington   | Black Mose         |
| Kewpie Morgan     | Skinny             |
| Andy Clark        | Skelly             |
| Mike Donlin       | Bill               |
| Roscoe Karns      | Lame Hoppy         |
| Bob Perry         | The Arkansaw Snake |
| Johnnie Morris    | Rubin              |
| George Kotsonaros | Baldy              |
| Jack Chapin       | Ukie               |
| Robert Brower     | Blind Sims         |
| Frank Brownlee    | Farmer             |